# 吖啶
吖啶（英語：Acridine，汉语发音为“阿定”）是一种含氮的杂环有机化合物，其化学式为C13H9N。吖啶的分子结构与蒽类似，可视作蒽的中间环系上的一个CH被氮取代后形成的物质，因此也被称为氮蒽、一氮蒽或夹氮蒽。吖啶可以从煤焦油中提取，也可以通过其他方法合成。吖啶的衍生物多为染料，也是制取某些杀菌剂和药物的母体。

## 发现与命名
天然的吖啶和结构相似的蒽共存于煤焦油中。1870年德国化学家卡尔·格雷贝和海因里希·卡罗从煤焦油中的蒽组分里第一次分离出了吖啶，他们用的是如下的方法：
1. 用稀硫酸洗涤粗煤焦油
2. 洗涤后的酸溶液加入重铬酸钾，生成重铬酸吖啶沉淀
3. 在沉淀物中加入氨水，重新溶解，得到吖啶[1]

分离出的吖啶带有刺激性气味，并且对皮肤有刺激性，故采用“acris”（意为刺激性的）来为之命名，之后研究者采用了多种编号方式来标记吖啶上的碳原子和氮原子。后来，格雷贝于1893年提出的方式被广泛承认，即以氮原子的位置为10，氮原子的对位为9，之后依次标记1-8位。

## 合成方法
除了从煤焦油中提取吖啶以外，还有多种合成吖啶的途径。
- A·Bernthsen和F·Bender发现在氯化锌的作用下，二苯胺可以和羧酸发生脱水反应，生成9位上有取代的吖啶，当所用羧酸为甲酸时，所得即为吖啶，这被称为伯恩特森吖啶合成。[3]

- 邻氯苯甲酸和苯胺在碱性条件下反应，可以得到二苯胺-2-羧酸(diphenylamine-2-carboxylic acid，简称DPC)。用硫酸并环后可得吖啶酮，用戊醇和钠还原吖啶酮可以得到9,10-二氢吖啶，之后用三氯化铁氧化，得到吖啶[4]。
- 2-硝基苯甲醛可以与苯发生Lehmstedt-Tanasescu反应，生成吖啶酮，之后经过类似的还原和氧化过程，生成吖啶。
- 可以用邻羟甲基二苯胺（Hydromethyldiphenylamine）进行干馏得到[5]。

## 性质

### 物理性质
吖啶是无色或浅黄色片状或针状结晶，属于斜方晶系。吖啶的针状晶体会在110 °C熔化。吖啶微溶于热水，可溶于1,4-二噁烷。吖啶分子的共振能大概是105kcal/mol。

### 化学性质
吖啶的水溶液呈弱碱性，pKa为5.6, 与吡啶相仿，其中的氮可以与比较强的酸反应，形成可溶性的铵盐。因此在煤焦油中加入稀硫酸后，吖啶可以形成盐而被溶解，与蒽分离开。吖啶盐的稀溶液有蓝绿色荧光，稀的吖啶盐溶液显露绿色荧光，继续稀释时，由于盐的水解，吖啶的成分增多，逐渐变为紫色荧光。由于溶液的颜色会随溶液的pH值产生变化，变色范围是4.5~5.5，所以可以用来做酸碱指示剂。吖啶中的氢被氨基取代后生成氨基吖啶，由于共轭效应增强，氨基吖啶的碱性较强。
吖啶结构中的9和10两个位置的化学性质较其他位置活泼，比如氢化时，会首先生成9,10-二氢吖啶。由于10位上氮的影响，吖啶的9位上的电子密度较低，易于发生亲核取代，如吖啶可以在液氨中与氨基钠反应，生成9-氨基吖啶。吖啶中的苯环上较难发生亲电取代反应，但高温下可与溴发生溴化反应、生成2-溴吖啶和2,7-二溴吖啶。吖啶也可以发生硝化和磺化反应等，但硝化产物为混合物，以9-硝基吖啶居多。

## 应用

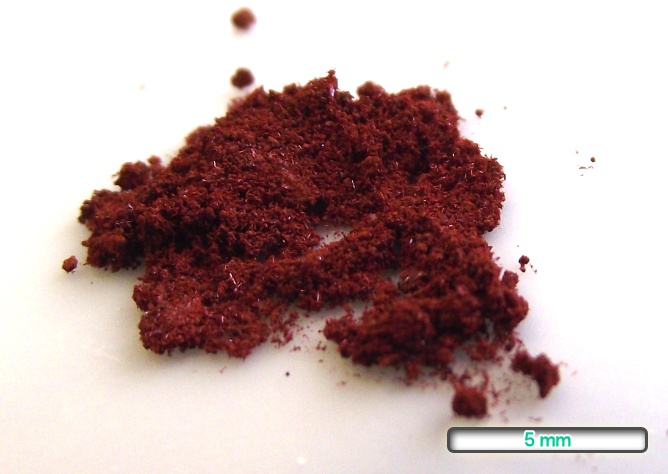
吖啶黄

吖啶的衍生物多为染料、1912年保罗·埃尔利希以吖啶黄为母体合成了治疗非洲锥虫病的药物，开创了将吖啶染料用于合成杀菌剂和药物的研究领域。在吖啶的常见衍生物中，9-氨基吖啶是种染料，可作局部杀菌剂，也是抗疟疾药阿的平的母体。吖啶3和6两个位置的氢被氨基取代后是药物普罗黄素的主要成分。3,6-二氨基吖啶的季铵盐吖啶黄是一大类吖啶染料的母体。

## 危害
吖啶有辛辣刺激性气味，对皮肤、眼和鼻都有刺激性，被认为是一种致癌物。吖啶可以与DNA作用，产生多余的碱基，引起读码框移位。如果这种移位发生编码序列，会造成编码后的蛋白质失去活性。